# Lepidostoma ulrikae
Lepidostoma ulrikae is een schietmot uit de familie Lepidostomatidae. De soort komt voor in het Afrotropisch gebied.